# Education, Education, Education & War
Education, Education, Education & War — п'ятий студійний альбом британського гурту Kaiser Chiefs, випущений 31 березня 2014 року.

## Список пісень
| #   | Назва                    | Тривалість |
| --- | ------------------------ | ---------- |
| 1.  | «The Factory Gates»      | 3:32       |
| 2.  | «Coming Home»            | 4:51       |
| 3.  | «Misery Company»         | 5:13       |
| 4.  | «Ruffians on Parade»     | 3:35       |
| 5.  | «Meanwhile Up in Heaven» | 5:12       |
| 6.  | «One More Last Song»     | 4:05       |
| 7.  | «My Life»                | 5:08       |
| 8.  | «Bows & Arrows»          | 3:44       |
| 9.  | «Cannons»                | 6:02       |
| 10. | «Roses»                  | 4:38       |

| Додаткові пісні лімітованого видання | Додаткові пісні лімітованого видання | Додаткові пісні лімітованого видання |
| #                                    | Назва                                | Тривалість                           |
| ------------------------------------ | ------------------------------------ | ------------------------------------ |
| 11.                                  | «Song for Stephanie»                 | 4:21                                 |
| 12.                                  | «The Nerve»                          | 3:21                                 |
| 13.                                  | «Coming Home»                        | 4:10                                 |
| 14.                                  | «Misery Company»                     |                                      |

| Додаткові пісні японського видання | Додаткові пісні японського видання | Додаткові пісні японського видання |
| #                                  | Назва                              | Тривалість                         |
| ---------------------------------- | ---------------------------------- | ---------------------------------- |
| 11.                                | «Song for Stephanie»               | 4:21                               |
| 12.                                | «Nerve»                            | 3:21                               |

## Чарти

### Тижневі чарти
| Чарт (2014)                                  | Найвища позиція |
| -------------------------------------------- | --------------- |
| Бельгія Belgian Albums (Ultratop Flanders)   | 33              |
| Бельгія Belgian Albums (Ultratop Wallonia)   | 40              |
| Нідерланди Dutch Albums (MegaCharts)         | 37              |
| Франція French Albums (SNEP)                 | 154             |
| Німеччина German Albums (Media Control)      | 39              |
| Швейцарія Swiss Albums (Schweizer Hitparade) | 76              |
| Велика Британія UK Albums (OCC)              | 1               |

### Річні чарти
| Чарт (2014)                     | Позиція |
| ------------------------------- | ------- |
| Велика Британія UK Albums (OCC) | 64      |

## Учасники запису
- Рікі Вілсон — вокал
- Ендрю 'Вайті' Вайт — гітара
- Віджей Містрі — барабани
- Саймон Рікс — бас-гітара
- Нік 'Пінат' Бейнс — клавіші